# Acacia muelleriana
Acacia muelleriana är en ärtväxtart som beskrevs av Joseph Henry Maiden och Richard Thomas Baker. Acacia muelleriana ingår i släktet akacior, och familjen ärtväxter. Inga underarter finns listade i Catalogue of Life.